# Hilda Thegerström
Hilda Aurora Thegerström (* 17. September 1838 in Stockholm; † 6. Dezember 1907 ebenda) war eine schwedische Pianistin, Komponistin und Musikpädagogin.

## Leben
Thegerström erhielt ihre erste Ausbildung in der Musikschule von Adolf Fredrik Lindblad, der Klavier nach der nach Johann Bernhard Logier benannten Methode unterrichtete. Danach wurde Jan van Boom ihr Lehrer. Ab 1852 übernahm ihr Onkel Franz Berwald ihre Ausbildung. Nach vier Jahren spielte sie 1856 die beiden letzten Sätze von Chopins Klavierkonzert F-moll mit der Hovkapell unter Jacopo Foroni, im gleichen Konzert auch Beethovens Appassionata und eine von Liszts Rhapsodien. In dieser Zeit entstanden auch ihre ersten Kompositionen, darunter ein Klavierquintett (1853) und ein Klavierkonzert (1855), das erst 50 Jahre später von ihrer Nichte Astrid Berwald uraufgeführt wurde. La naïveté op 1 und Nocturne et Rondoletto op 2 erschien 1857 unter dem Titel Souvenirs Suédois in Leipzig im Druck.
Mit einem staatlichen Stipendium reiste Thegerström 1857 nach Paris und nahm dort Unterricht bei Antoine François Marmontel. Im gleichen Jahr setzte sie ihre Studien in Weimar bei Franz Liszt fort. Sie blieb dort bis 1859, gab in dieser Zeit in Weimar und München Konzerte und spielte beim Tonkünstlerfestival 1859 in Leipzig mit dem Cellisten Friedrich Grützmacher Berwalds Duo für Cello und Klavier.
Nach ihrer Rückkehr nach Schweden gab sie Konzerte in Stockholm und häufig in Göteborg, bei denen sie Werke von Komponisten wie Chopin, Mendelssohn, Hummel und Liszt spielte. Nach dem Abschiedskonzert Bedřich Smetanas 1861, der sechs Jahre lang die Philharmonische Gesellschaft in Göteborg geleitet  und unterrichtet hatte, nahm sie für fünf Jahre – mit Unterbrechungen – dessen Stelle ein. 1864 reiste sie nach Berlin und studierte dort bis 1868 bei Liszts Schüler Carl Tausig. Sie trat in dieser Zeit mehrfach erfolgreich in München auf.
1872 wurde Thegerström als Nachfolgerin van Booms Lehrerin am Konservatorium der Königlich Schwedischen Musikakademie, wo sie bis 1904 unterrichtete. Zu ihren Schülern zählen Richard Andersson, Robertine Bersén, Gustaf Brinck, Natanael Broman, Sigrid Carlheim-Gyllenschöld, Adrian Dahl, Algot Haquinius, Tora Hwass, Märta aft Klintberg, Lennart Lundberg, Henning Mankell, Aurora Molander, Bror Möllersten, Märtha Ohlson, Alfred Roth, Emil Sjögren, Evin Skarby, Uno Sundelin, Nils Svanfeld, Hilma Svedbom, Laura Valborg Aulin und Patrik Vretblad. 1875 wurde Thegerström Mitglied der Königlich Schwedischen Musikakademie. Ihr letztes Konzert gab Thegerström 1889. 1904 zog sie sich aus gesundheitlichen Gründen auch von der Lehrtätigkeit zurück.